# Chili (azienda)
Chili S.p.A. è un’azienda italiana operante nella distribuzione via internet di film e di serie TV (video on demand), fondata a Milano nel giugno del 2012.

## Storia
Non collegata a network televisivi o a operatori di telecomunicazioni, dal 2014 estende la sua attività al di fuori dell’Italia ed è presente in Regno Unito, Polonia, Germania e Austria. A fine 2015 Chili contava 500.000 clienti. Nel 2017 sono il doppio.
Ad agosto 2016 Warner Bros. e Paramount Pictures (gruppo Viacom) hanno acquistato l’8,67% del capitale di Chili.
A dicembre 2016 Sony Pictures Entertainment Italia ha acquistato il 5% delle quote azionarie di Chili per un valore di 3 milioni di euro.
A maggio 2017 Chili ha acquisito Cinetrailer.
A settembre 2017 Chili ha lanciato il primo entertainment centred marketplace: in un’unica esperienza informazioni sul mondo del cinema, orari cinema, biglietti cinema, merchandising, DVD, Blu-Ray e contenuti digitali.
A novembre 2017 Chili riceve il premio Frost & Sullivan come miglior azienda OTT europea.
Il 27 dicembre 2017 una società finanziaria vicina alla Lavazza, l'azienda di torrefazione del caffè, ha comprato il 25% di Chili, diventando così il secondo azionista della piattaforma di video streaming.
Nel marzo 2018 vi è l'ingresso nel capitale di Chili anche di 20th Century Fox con una quota tra il 3-4%. Tra gli azionisti, con una partecipazione dell'1%, anche Tony Miranz, fondatore di Vudu.
Nel 2018 ha lanciato la rivista on line Hot Corn, con sede a Milano e direttore editoriale Andrea Morandi.
Dall'ottobre 2022, le produzioni originali del Vativision sono sul catalogo della piattaforma Chili.

## Dati economici
Nel 2015 ha registrato ricavi per 5 milioni di euro. Nel 2016 il fatturato è stato di 7,1 milioni ma il bilancio chiude in perdita. Nel 2017 i ricavi raggiungono i 13,4 milioni di euro. Nel 2018 il fatturato è stato di 28,5 milioni di euro ma il bilancio è ancora in perdita.